# Porphyrocrates
Porphyrocrates é um gênero de mariposa pertencente à família Acrolepiidae.